# Колере
Ко̀лере (на италиански: Colere; на ломбардски: Coler, Колер) е село и община в Северна Италия, провинция Бергамо, регион Ломбардия. Разположено е на 1013 m надморска височина. Населението на общината е 1119 души (към 2017 г.).